# سانحه داگلاس دی‌سی-۴ آمریکن اوورسیز ایرلاینز در ۱۹۴۶
سانحه داگلاس دی‌سی-۴ آمریکن اوورسیز ایرلاینز در ۱۹۴۶ (به انگلیسی: 1946 American Overseas Airlines Douglas DC-4 crash) یک پرواز شرکت آمریکن اوورسیز ایرلاینز از نیویورک به مقصد برلین بود که در آن ۳۱ مسافر و ۸ خدمه حضور داشتند، در تاریخ ۳ اکتبر ۱۹۴۶ در نیوفاندلند و لابرادور دچار سانحه شد و ۳۹ نفر جان باختند.